# Умершие в апреле 1942 года
Это список известных людей, соответствующих установленным критериям значимости (см. Википедия:Критерии значимости персоналий), умерших в апреле 1942 года.
Причина смерти указывается лишь в исключительных случаях (убийство, самоубийство, гибель в результате военных действий, смертная казнь, ДТП или несчастные случаи). В остальных случаях — не указывается.

## 1 апреля
- Кетиладзе, Сергей Поликарпович (31) — майор Рабоче-крестьянской Красной Армии, участник Великой Отечественной войны, командир 32-й отдельной стрелковой бригадой 54-й армии Ленинградского фронта, Герой Советского Союза (посмертно). Погиб в бою.
- Поколодный, Василий Дмитриевич (25) — Герой Советского Союза.

## 2 апреля
- Блинов, Никита Павлович (27) — советский офицер, участник Великой Отечественной войны, Командир роты 6-й гвардейской танковой бригады, Герой Советского Союза (посмертно). Погиб в бою.
- Ганзен, Анна Васильевна — русская переводчица скандинавских писателей. Умерла в блокадном Ленинграде.
- Маркканен, Матти (54) — финский гимнаст, бронзовый призёр летних Олимпийских игр 1908.

## 3 апреля
- Даньковский, Пётр Эдвард (33) — блаженный Римско-католической церкви, священник, мученик. Погиб в Освенциме.
- Жильсон, Поль — бельгийский композитор.
- Рябошапко, Василий Яковлевич (24) — Герой Советского Союза.
- Шиклош, Альберт (63) — венгерский композитор и музыкальный педагог еврейского происхождения

## 4 апреля
- Белов, Дмитрий Иванович — русский советский поэт
- Зренянин, Жарко (40) — член ЦК Коммунистической Партии Югославии, секретарь Воеводинского райкома КПЮ, организатор народного восстания в Воеводине. Народный герой Югославии (посмертно). Убит немецкими оккупантами.
- Йенсен, Карл (59) — датский борец греко-римского стиля, бронзовый призёр летних Олимпийских игр 1908.
- Стружкин, Иван Васильевич (28) — Герой Советского Союза.

## 5 апреля
- Пачовский, Василий Николаевич (64) — галицко-украинский поэт-модернист, историк, философ. Умер от простуды.

## 6 апреля
- Бенич, Мийо (25) — югославский хорватский колёсный мастер и партизан Народно-освободительной войны, Народный герой Югославии (посмертно).
- Вальц, Юрий Владимирович (45) — советский военный деятель, полковник красной армии.
- Ушаков, Михаил Филиппович — Герой Советского Союза.

## 7 апреля
- Дмитриев, Василий Петрович (33) — полковой комиссар Рабоче-крестьянской Красной Армии, участник Великой Отечественной войны, комиссар 267-й стрелковой дивизии 59-й армии Волховского фронта. Герой Советского Союза (посмертно). Погиб в бою.

## 8 апреля
- Бабиков, Михаил Васильевич — советский пограничник, ефрейтор, участник обороны Заполярья. Погиб в бою.
- Ковалёв, Александр Антонович — видный деятель пограничных войск НКВД СССР, комдив. Самоубийство.
- Кравченко, Иван Яковлевич (36) — советский офицер, участник советско-финской и Великой Отечественной войн, Герой Советского Союза. Умер от полученного в бою ранения.
- Поздняков, Алексей Павлович (26) — командир эскадрильи 20-го гвардейского истребительного авиационного полка (1-я смешанная авиационная дивизия, ВВС 14-й армии, Карельский фронт) гвардии капитан. Герой Советского Союза (посмертно). Погиб в бою.
- Симонов, Михаил Васильевич (Циманович) — советский хоккеист с мячом, вратарь «Динамо» (Ленинград), чемпион СССР 1935 года. Погиб в блокадном Ленинграде.

## 9 апреля
- Раков, Федор Павлович (1907) - антифашист, участник рабочего отряда сопротивления, был арестован, находился в Резекненской тюрьме (шталаг 347). Был расстрелян вместе с другими арестованными в районе Анчупанских холмов. По другим, устным показаниям  оставшихся в живых свидетелей, был задушен газом в тюремной бане, его одежду видели впоследствии на тюремном банщике.
- Нежинцев, Евгений Саввич (38) — русский советский поэт.
- Тоболяков, Владимир Николаевич (43) — советский писатель, прозаик и сатирик.
- Чопела, Йордан — югославский македонский партизан-антифашист, Народный герой Югославии (посмертно). Погиб в бою с болгарской полицией.

## 10 апреля
- Блажевич, Владислав Михайлович (60) — русский тромбонист, тубист, музыкальный педагог, композитор и дирижёр.
- Гундилович, Павел Михайлович — советский офицер, участник Великой Отечественной войны.
- Жуковский, Пётр Бонифаций (29) — блаженный Римско-католической церкви, священник, монах из ордена францисканцев. Погиб в Освенциме.
- Нежинцев, Евгений Саввич (38) — русский советский поэт. Умер от голода в блокадном Ленинграде.
- Розовский, Наум Савельевич — главный военный прокурор РККА (1935—1939), армвоенюрист (1938), один из активных организаторов сталинских репрессий. Репрессирован, умер в советском лагере.

## 11 апреля
- Дуцкий (53) — блаженный Римско-католической церкви, монах, мученик. Погиб в Освенциме.
- Халатин, Иван Александрович (27) — советский пограничник, старший лейтенант, начальник 6-й заставы Рестикентского отряда Мурманской области. Погиб в бою.

## 12 апреля
- Дженнари, Эджидио (65) — деятель итальянского рабочего движения, один из создателей и генеральный секретарь Итальянской социалистической партии (1918—1919), член руководящих органов Коминтерна (1921—1928). Умер в Нижнем Новгороде.
- Шапиро, Григорий Яковлевич (34) — советский военный деятель, подполковник, начальник штаба [14-й танковой дивизии на Западном фронте летом 1941 года. Умер от менингита.

## 13 апреля

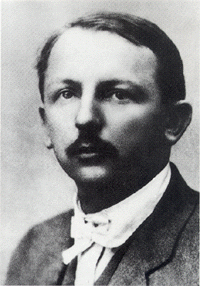
Хенк Сневлит

- Бялозор, Юлиан Юлианович (80) — русский военачальник, генерал-лейтенант. Умер в Вильно.
- Данзас, Юлия Николаевна (62) — российский историк религии, католический теолог, публицист, религиозный деятель. Умерла в Риме.
- Мамич, Милош — югославский партизан Народно-освободительной войны, Народный герой Югославии (посмертно). Погиб в бою.
- Сневлит, Хенк (58) — нидерландский коммунист, один из основателей Коммунистической партии Китая, Коммунистической партии Индонезии. Казнён немецкими оккупантами.
- Чапчахов, Лазарь Сергеевич (31) — участник Великой Отечественной войны, батальонный комиссар эскадрильи 38-го отдельного истребительного авиационного полка (Северо-Западный фронт), лейтенант. Герой Советского Союза (посмертно). Погиб в бою.
- Шмид, Антон (42) — фельдфебель вермахта, казнённый за помощь евреям, «праведник мира».

## 14 апреля
- Бертхольд, Герхард (51) — немецкий военачальник, генерал-лейтенант вермахта, командующий 31-й пехотной дивизией во время Второй мировой войны, погиб на советско-германском фронте.
- Волков, Иван Архипович — старший лейтенант Рабоче-крестьянской Красной Армии, участник Великой Отечественной войны, Герой Советского Союза (посмертно). Погиб в бою.
- Кулик, Леонид Алексеевич (58) — советский специалист по минералогии и исследованию метеоритов. Умер от сыпного тифа после ранения на фронте.
- Тифентелер, Густав (55) — американский борец, бронзовый призёр летних Олимпийских игр 1904.

## 15 апреля
- Клеман, Михаил Карлович (44) — советский литературовед. Умер при эвакуации из блокадного Ленинграда.
- Морено Карбонеро, Хосе (82) — испанский художник-портретист.
- Музиль, Роберт (61) — австрийский писатель, драматург и эссеист; кровоизлияние в мозг.
- Пим, Джошуа — ирландский врач и теннисист, четырёхкратный победитель Уимблдонского турнира в мужском одиночном и в мужском парном разрядах.
- Симуков, Андрей Дмитриевич — советский монголовед-географ, этнограф, археолог. Репрессирован, умер в советском лагере.

## 16 апреля
- Александра (63) — принцесса Эдинбургская и Саксен-Кобург-Готская.
- Дейли, Денис (79) — британский игрок в поло, чемпион летних Олимпийских игр 1900.
- Несвицкий, Александр Александрович (86) — российский, украинский государственный деятель, врач.

## 17 апреля

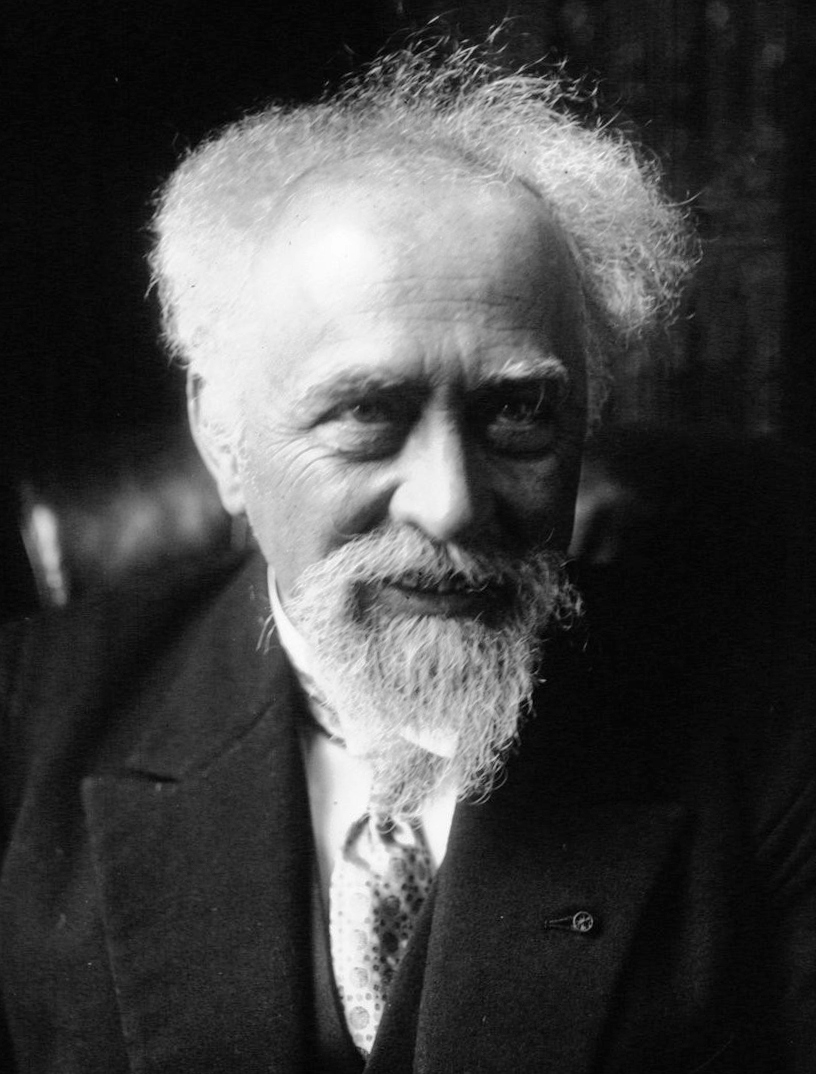
Жан Перрен

- Бурдариа, Марсель (18) — французский коммунист, участник французского Сопротивления (член Батальонов молодёжи), член нантской группы, казнён немецкими оккупантами.
- Гиско, Спартако — французский коммунист, участник Гражданской войны в Испании и французского Движения Сопротивления. Участник убийства немецкого коменданта Нанта Карла Хоца. Казнён немецкими оккупантами.
- Миронов, Константин Иванович (44) — советский военный, полковник.
- Перрен, Жан Батист (71) — — французский физик, лауреат Нобелевской премии по физике 1926 года. Умер в Нью-Йорке. Похоронен в Пантеоне (1948).
- Ушаков, Дмитрий Николаевич (69) — русский филолог, член-корреспондент АН СССР (1939), автор 4-томного «Толкового словаря русского языка».
- Элмер, Адольф Дэниел Эдвард — американский ботаник.

## 18 апреля
- Вандербильт Уитни, Гертруда (67) — американский скульптор и меценат, основавшая Музей Американского искусства Уитни в Нью-Йорке.

## 19 апреля

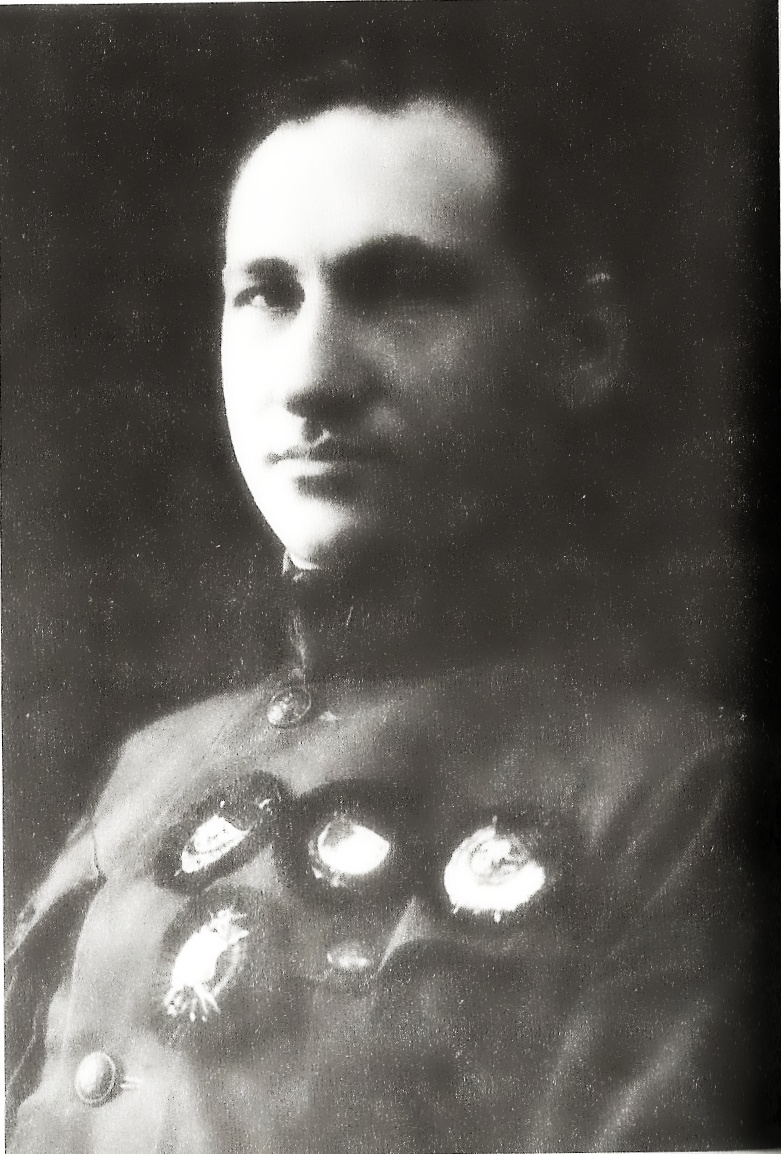
Михаил Ефремов

- Александр Еленкин (68) — российский ботаник.
- Ефремов, Михаил Григорьевич (45) — советский военачальник, полководец Гражданской и |Великой Отечественной войн, генерал-лейтенант, командующий Центральным фронтом (1941), Герой Российской Федерации (посмертно). Самоубийство с целью избежать пленения.

## 20 апреля
- Бервальд, Людвиг (58) — чешский и немецкий математик еврейского происхождения, чьим именемем названо пространство Бервальда — Моора. Умер в лодзинском гетто.
- Уркс, Эдуард (39) — чехословацкий коммунистический политик, журналист, редактор, переводчик, литературный критик и теоретик.
- Яаксон, Юри (72) — эстонский государственный деятель, Государственный старейшина Эстонии (1924—1925). Расстрелян в советском лагере.

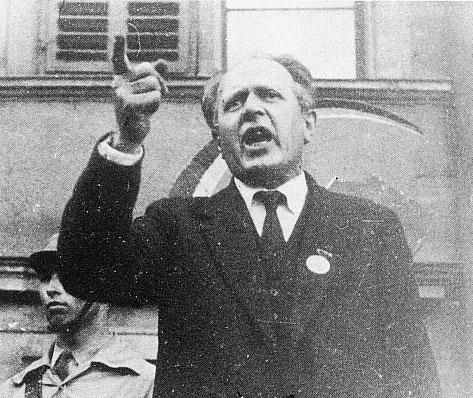
Фридрих Платтен

## 21 апреля
- Левицкий, Николай Арсеньевич — советский военный историк, профессор Академии Генштаба РККА, генерал-майор (1940). Умер от болезни в Фергане.

## 22 апреля
- Платтен, Фридрих (58) — швейцарский деятель международного социалистического и коммунистического движения. Репрессирован. Погиб в советском лагере. Реабилитирован посмертно.
- Синельников, Михаил Ильич — старший сержант Рабоче-крестьянской Красной Армии, участник Великой Отечественной войны, Герой Советского Союза.

## 23 апреля
- Бенарио-Престес, Ольга (34) — немецко-бразильская революционерка-коммунистка, жена Луиса Карлоса Престеса, замучена в нацистской экспериментальной медицинской клинике.
- Коган, Михаил Саулович — советский шахматный историк и литератор. Умер в блокадном Ленинграде.
- Лазарев, Пётр Петрович (64) — российский и советский физик, биофизик и геофизик, академик АН СССР (1917); рак желудка.
- Рабинович, Илья Леонтьевич (50) — российский и советский шахматист, мастер (1914). Чемпион СССР (1934/35). Умер от дистрофии после эвакуации из блокадного Ленинграда.
- Севастьянов, Алексей Тихонович (25) — советский лётчик-истребитель, Герой Советского Союза. Погиб при исполнении боевого задания.

## 24 апреля
- Бернакки, Луис (65) — бельгийский и австралийский физик и астроном, участник нескольких антарктических экспедиций.
- Коробков, Фёдор Григорьевич (43) — Герой Советского Союза.
- Монтгомери, Люси (67) — канадская писательница.
- Остряков, Николай Алексеевич (30) — советский лётчик морской авиации, генерал-майор, командующий ВВС Черноморского флота, Герой Советского Союза (посмертно). Погиб во время авианалёта немецких ВВС.

## 27 апреля
- Бинкис, Казис (48) — литовский поэт, драматург, переводчик, лидер авангардистской группировки «Четыре ветра». Умер от туберкулёза.
- Бургер, Генрих (60) — немецкий фигурист, выступавший в парном катании. Он, с партнершей Анной Хюблер, были Олимпийскими чемпионами 1908 года (первыми в парном катании) и двукратными чемпионами мира.
- Эштон, Джулиан (91) — австралийский художник и педагог британского происхождения.

## 28 апреля
- Александр Георгиевич, 7-й герцог Лейхтенбергский (60) — член Российского Императорского Дома, полковник, флигель-адъютант. Умер во Франции.
- Брун, Юлиан (56) — польский историк-марксист, журналист, литературный критик Польши XX века, один из руководителей Коммунистической партии Польши.
- Руссо, Василий Николаевич (61) — российский советский скульптор, художник, организатор шахматно-шашечного движения в СССР, шашист. Репрессирован. Умер в советском лагере.
- Леонид Севрюков (20) —  участник Великой Отечественной войны, Герой Советского Союза.
- Троицкий, Геннадий Александрович (33) — советский лётчик, участник Великой Отечественной войны, майор, Герой Советского Союза (посмертно). Погиб в бою.
- Циндрич, Славин — югославский хорватский футболист, автор первого в истории сборной Югославии. Участник Олимпийских игр 1920, 1924 и 1928 годов.

## 29 апреля
- Бауэр, Бернхард (59) — австрийский публицист, гинеколог по основной специальности.
- Бобич, Флориян (28) — югославский политический деятель, Народный герой Югославии (посмертно). Погиб в бою с усташами.
- Видович, Мария (18) — югославская партизанка, участница Народно-освободительной войны Югославии, Народный герой Югославии. Чтобы не попасть в плен, покончила с собой.
- Зауэр, Эмиль фон (79) — немецкий пианист, композитор и педагог.
- Иван Плешков (32) — Герой Советского Союза.

## 30 апреля
- Артур, Джозеф Чарльз (91) — американский ботаник и миколог
- Асямов, Сергей Александрович (34) — советский лётчик, командир воздушного корабля 746-го авиационного полка 3-й авиационной дивизии дальнего действия, Герой Советского Союза, майор, погиб в авиационной катастрофе.
- Шаповалов, Александр Сидорович (70) — участник революционного движения в России.